# Кендис Дупри
Кендис Дупри (енгл. Candice Dupree (16. август 1984. Оклахома Сити) је америчка кошаркашицца која тренутно наступа за клуб Индијана фивер у Женској националној кошаркашкој асоцијацији. Била је на 6. позицији на WНБА драфту 2006. године, изабрана од стране екипе Чикаго скај, за коју је наступала пре него што је 2010. године прешла у клуб Финикс меркјури. Поред америчких клубова, играла је професионално кошарку и у Европи и Азији.

## Приватан живот
Одрасла је у Тампи, на Флориди. Играла је кошарку и одбојку у средњој школи Пол Вартон. Кошарку је играла и на Универзитету Темпл од 2002. до 2006. године. Освојила је велики број награда и похвала за играње кошарке на колеџу. Удата је за америчку кошаркашицу Деуану Бонер.

## Колеџ статистика
| Година   | Тим   | ОУ  | Поени | ПШ%  | 3П%  | СБ%  | СПУ | АПУ | УПУ | БПУ | ППУ  |
| -------- | ----- | --- | ----- | ---- | ---- | ---- | --- | --- | --- | --- | ---- |
| 2002–03  | Темпл | 18  | 188   | 43.2 | –    | 52.2 | 7.6 | 1.3 | 1.9 | 1.4 | 10.4 |
| 2003–04  | Темпл | 31  | 431   | 54.7 | –    | 52.9 | 7.6 | 0.8 | 1.4 | 1.9 | 13.9 |
| 2004–05  | Темпл | 32  | 521   | 53.9 | –    | 66.9 | 9.1 | 1.7 | 2.2 | 2.1 | 16.3 |
| 2005–06  | Темпл | 32  | 558   | 50.6 | 17.6 | 72.3 | 8.7 | 2.1 | 1.6 | 2.2 | 17.4 |
| Каријера | Темпл | 113 | 1698  | 51.5 | 15.8 | 63.0 | 8.3 | 1.5 | 1.7 | 1.9 | 15.0 |

## Каријера у WNBA
Била је 6. на WNBA драфту, 2006. године, а изабрана је од екипе Чикаго скај, за коју је тада играла. У марту 2010. године прешла је у Финикс меркјури.
Први WNBA шампионат освојила је 2014. године са клубом Финикс меркјури, победом над екипом Чикаго скај. Дупри је постигла 24. поена, имала је 6 асистенција.
Током сеозоне 2014. године, Дупри је играла са Дијаном Таурази и Бритни Грајнер, док је тим Финикс меркјури постигао свој рекорд у такмичењима, са 29 победа и пет пораза.
У сезони 2015. године, Дупри је именована за WNBA звезду, пети пут у каријери, а њен просечан број поена по утакмици био је 14.1. Финикс меркјури је стигао до плеф-офа у покушају да одбрани титулу, али је ипак елиминисан од стране Минесота линкса, која је освојила шампионат те године.
У 2017. години Дупри је прешла у екипу Индијана фивер заједно са целом првом поставом Финикс меркјурија. Током сезоне 2017. изабрана је за WNBA олстар, што је био шести пут у њено каријери. По утакмици имала је просек од 15 поента, али њен тим Индијана фивер завршио је као други најгори, са 9. победа и 25. пораза.

### WNBA регуларна сезона
| Сезона   | Екипа          | ОУ  | СУ  | МПУ  | ПШ%  | 3П%  | СБ%  | СПУ | АПУ | УПУ | БПУ | ППУ |      |
| -------- | -------------- | --- | --- | ---- | ---- | ---- | ---- | --- | --- | --- | --- | --- | ---- |
| 2006     | Чикаго Скај    | 34  | 31  | 30.4 | .457 | .000 | .779 | 5.5 | 1.8 | 1.2 | 0.7 | 1.7 | 13.7 |
| 2007     | Чикаго Скај    | 33  | 33  | 32.7 | .446 | .000 | .775 | 7.7 | 1.4 | 0.8 | 1.2 | 2.4 | 16.5 |
| 2008     | Чикаго Скај    | 34  | 34  | 32.9 | .457 | .143 | .780 | 7.9 | 2.3 | 1.0 | 1.3 | 2.8 | 16.3 |
| 2009     | Чикаго Скај    | 34  | 34  | 34.9 | .429 | .387 | .785 | 7.9 | 2.2 | 1.0 | 1.2 | 2.3 | 15.7 |
| 2010     | Финикс Меркури | 34  | 34  | 29.8 | .664 | .000 | .936 | 7.6 | 1.3 | 1.0 | 0.8 | 1.9 | 15.7 |
| 2011     | Финикс Меркури | 34  | 34  | 31.6 | .548 | .167 | .852 | 8.2 | 1.8 | 0.5 | 0.7 | 1.9 | 14.6 |
| 2012     | Финикс Меркури | 13  | 12  | 26.5 | .483 | .000 | .811 | 4.8 | 1.3 | 0.6 | 0.5 | 2.0 | 13.2 |
| 2013     | Финикс Меркури | 32  | 32  | 33.0 | .515 | .000 | .897 | 6.4 | 1.9 | 1.0 | 0.4 | 2.0 | 15.2 |
| 2014†    | Финикс Меркур  | 34  | 34  | 31.2 | .533 | .000 | .849 | 7.6 | 2.4 | 0.8 | 0.5 | 1.4 | 14.5 |
| 2015     | Финикс Меркур  | 33  | 33  | 31.2 | .512 | .000 | .802 | 5.1 | 1.7 | 1.0 | 0.3 | 1.4 | 14.1 |
| 2016     | Финикс Меркур  | 32  | 32  | 29.1 | .541 | .000 | .792 | 5.3 | 1.9 | 0.8 | 0.1 | 1.0 | 11.3 |
| 2017     | Индијана Февер | 33  | 33  | 31.8 | .494 | .000 | .882 | 5.8 | 1.6 | 0.9 | 0.4 | 1.3 | 15.0 |
| Каријера |                | 380 | 376 | 31.5 | .502 | .277 | .819 | 6.8 | 1.8 | 0.9 | 0.7 | 1.9 | 14.7 |

### WNBA плеј-оф
| Сезона   | Екипа          | ОУ | СУ | МПУ  | ПШ%  | 3П%  | СБ%   | СПУ | АПУ | УПУ | БПУ | ППУ |      |
| -------- | -------------- | -- | -- | ---- | ---- | ---- | ----- | --- | --- | --- | --- | --- | ---- |
| 2010     | Финикс Меркури | 4  | 4  | 32.3 | .630 | .000 | .938  | 8.3 | 1.3 | 1.5 | 0.7 | 0.5 | 20.8 |
| 2011     | Финикс Меркури | 5  | 5  | 32.6 | .603 | .000 | .875  | 5.6 | 0.6 | 0.6 | 0.8 | 2.0 | 15.4 |
| 2013     | Финикс Меркури | 5  | 5  | 34.0 | .493 | .000 | .833  | 6.4 | 2.0 | 0.4 | 0.2 | 2.0 | 15.0 |
| 2014†    | Финикс Меркури | 8  | 8  | 34.2 | .663 | .000 | .900  | 5.5 | 1.1 | 1.5 | 0.5 | 2.1 | 16.4 |
| 2015     | Финикс Меркури | 4  | 4  | 30.4 | .452 | .000 | .750  | 5.3 | 1.5 | 1.2 | 0.0 | 1.0 | 11.0 |
| 2016     | Финикс Меркури | 5  | 5  | 31.3 | .488 | .000 | 1.000 | 3.8 | 1.8 | 0.6 | 0.2 | 1.4 | 9.6  |
| Каријера |                | 31 | 31 | 32.7 | .569 | .000 | .889  | 5.7 | 1.4 | 1.0 | 0.4 | 1.6 | 14.8 |

## Спољашне везе
- Профил кошаркашице Кенди Дапри на сајту WNBA
- Биографија на сајту америчке кошарке
- Кендис Дупри на веб-сајту